# Куртоазия
Куртоазия (от старофренски curtesie от curteis – куртоазен и curt – дворец ) е система от правила за поведение, свързана с дворцовия начин на живот. Някои от тях като отношенията между кавалери и дами (също куртоазна любов на френски amour courtios или „дворцова любов“ на английски – courtesy love), макар и във видоизменен вид са запазени и до днес като част от етикета и означават изтънчена учтивост и любезност в обноските.